# Survivor: Cagayan
Survivor: Cagayan , também conhecido como Survivor: Cagayan — Brawn vs. Brains vs. Beauty,  (Fortes contra Inteligentes contra Belos) foi a vigésima-oitava temporada do reality show americano Survivor.
Foi filmada entre 11 de julho e 18 de agosto de 2013 e estreou em 26 de fevereiro de 2014 com dois episódios exibidos sequencialmente. A temporada apresentou 18 novos competidores divididos em três tribos de acordo com um atributo predominante da personalidade do participante – atletismo, inteligência ou beleza.
Essa foi a quarta temporada gravada nas Filipinas  e a segunda gravada nas Ilhas Palaui, no estado de Cagayan, sendo precedida por Survivor: Blood vs. Water. As três tribos iniciais foram denominadas Aparri (Fortes), Solana (Belos) e Luzon (Inteligentes) em referência a localidades filipinas nas proximidades do local de gravação. A tribo pós-fusão foi recebeu o nome de Solarrion, um fusão dos nomes das três tribos iniciais.
Pela primeira vez desde Survivor: Thailand em 2002, o episódio final e reunião ao vivo não foram apresentadas em um domingo, ao invés disso, foram ao ar na quarta-feira, 21 de maio de 2014, dia regular de exibição do programa. Nesta ocasião, Tony Vlachos foi revelado como vencedor da temporada, derrotando Yung "Woo" Hwang por 8-1 votos.
Entre os competidores destacam-se Cliff Robinson, ex-jogador de basquete que participou da NBA e David Samson, presidente do Miami Marlins, time da Liga Principal de Beisebol.
Entre as novidades, a temporada marcou o retorno do ídolo de imunidade que poderia ser usado no Conselho Tribal após a revelação dos votos, do mesmo modo que o empregado em Survivor: Panama e Survivor: Cook Islands. Essa também foi a primeira vez em 10 temporadas, desde Survivor: Tocantins, que o Conselho Tribal Final foi composto por dois competidores, ao invés de três.

## Participantes
- Alexis Maxwell - 21 anos – Addison, Illinois
- Brice Johnston - 27 anos – Filadélfia, Pensilvânia
- Cliff Robinson - 31 anos – Newark, Nova Jérsei
- David Samson - 45 anos – Plantation, Flórida
- Garrett Adelstein - 27 anos – Santa Monica, Califórnia
- J´Tia Taylor - 31 anos – Chicago, Illinois
- Jefra Bland - 22 anos – Campbellsville, Kentucky
- Jeremiah Wood - 34 anos – Dobson, Carolina do Norte
- Latasha "Tasha" Fox - 37 anos – Saint Louis, Missouri
- Kassandra "Kass" McQuillen – 41 anos – Tehachapi, Califórnia
- Lindsey Ogle - 29 anos – Kokomo, Indiana
- LJ McKanas - 34 anos – Boston, Massachusetts
- Morgan McLeod - 21 anos – San Jose, Califórnia
- Sarah Lacina - 29 anos – Cedar Rapids, Iowa
- Spencer Bledsoe - 21 anos – Chicago, Illinois
- Tony Vlachos - 39 anos – Jersey City, Nova Jérsei
- Trish Hegarty - 48 anos – Boston, Massachusetts
- Yung "Woo" Hwang – 29 anos – Newport Beach, Califórnia

## Episódios
| 01 | Hot Girl With a Grudge (A Bela Rancorosa)                | David Garrett                | 9,40 | 26 de fevereiro de 2014 |  |  |
|    |                                                          |                              |      |                         |  |  |
| 02 | Cops-R-Us (Policiais-Nós-Somos)                          | Brice                        | 9,58 | 5 de março de 2014      |  |  |
|    |                                                          |                              |      |                         |  |  |
| 03 | Our Time to Shine (Nossa Hora de Brilhar)                | J´Ttia                       | 9,66 | 12 de março de 2014     |  |  |
|    |                                                          |                              |      |                         |  |  |
| 04 | Odd One Out (A Excluída)                                 | Cliff                        | 9,46 | 19 de março de 2014     |  |  |
|    |                                                          |                              |      |                         |  |  |
| 05 | We Found Our Zombies (Achamos Nossos Zumbis)             | Lindsey (desistência) Alexis | 9,85 | 26 de março de 2014     |  |  |
|    |                                                          |                              |      |                         |  |  |
| 06 | Head of the Snake (O Cabeça)                             | Sarah                        | 9,48 | 2 de abril de 2014      |  |  |
|    |                                                          |                              |      |                         |  |  |
| 07 | Mad Treasure Hunt (Caça ao Tesouro Maluca)               | Morgan                       | 9,62 | 9 de abril de 2014      |  |  |
|    |                                                          |                              |      |                         |  |  |
| 08 | Bag of Tricks (Bolsa de Truques)                         | LJ                           | 9,35 | 16 de abril de 2014     |  |  |
|    |                                                          |                              |      |                         |  |  |
| 09 | Sitting In My Spy Shack (Sentado na Minha Casinha Espiã) | Jeremiah                     | 9,43 | 23 de abril de 2014     |  |  |
|    |                                                          |                              |      |                         |  |  |
| 10 | Chaos Is My Friend (Caos é Meu Amigo)                    | Jefra                        | 9,70 | 30 de abril de 2014     |  |  |
|    |                                                          |                              |      |                         |  |  |
| 11 | Havoc to Wreak (Destruição Para Descarregar)             | Tasha                        | 9,91 | 7 de maio de 2014       |  |  |
|    |                                                          |                              |      |                         |  |  |
| 12 | Straw That Broke The Camel's Back (A Gota D´água)        | Trish                        | 9,93 | 14 de maio de 2014      |  |  |
|    |                                                          |                              |      |                         |  |  |
| 13 | It's Do or Die (Matar ou Morrer)                         | Spencer Kass                 | 9,58 | 21 de maio de 2014      |  |  |
|    |                                                          |                              |      |                         |  |  |
| -  | The Reunion (A Reunião)                                  | Tony4 Woo4                   | 7,14 | 21 de maio de 2014      |  |  |
|    |                                                          |                              |      |                         |  |  |

↑4 O nome grafado em vermelho indica que o competidor foi o vencedor da temporada e, portanto, não foi eliminado. O nome grafado em verde  indica que o competidor foi o segundo colocado e, portanto,  não foi eliminado.